# Dovara
Dovara (o da Dovara) è un'antica e nobile famiglia feudale di parte ghibellina che per diversi anni dominò la città di Cremona.

## Storia e personalità illustri

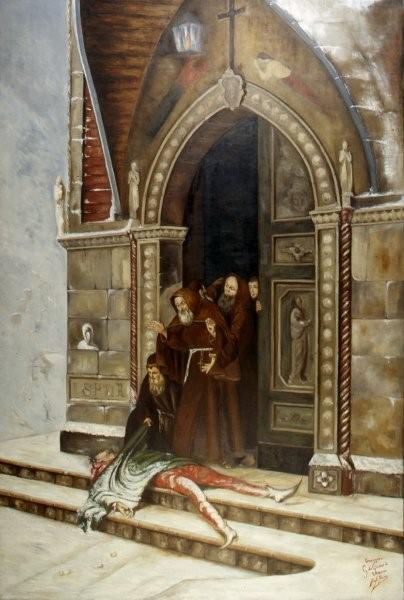
Il corpo di Buoso da Duera ritrovato dai cappuccini, dipinto di Giacomo Di Chirico

La famiglia, di origini milanesi (Dovera) e di stirpe longobarda, si stabilì a Cremona intorno al 1030.
Di parte ghibellina, verso la fine del Trecento furono costretti a riparare a Isola Dovarese e nel 1411 cedettero ai Gonzaga i loro diritti feudali.
La famiglia contava su vaste proprietà avute in feudo dai vescovi di Cremona sino a Isola Dovarese e Grontardo e intorno a Viadana e Correggioverde. Detenevano anche vaste proprietà nella zona di Castelvetro Piacentino.
La famiglia annovera tra i suoi più illustri esponenti:
- Alberto da Dovara (1079–1126), vassallo del vescovo di Cremona;
- Ribaldo da Dovara (XI secolo), al servizio del vescovo di Cremona;
- Oberto da Dovara (? - 1162), vescovo di Cremona dal 1117 al 1162, partecipò all'assedio di Crema nel 1159;
- Anselmo da Dovara (XII secolo), condottiero, partecipò alla battaglia di Legnano del 1176;
- Egidio da Dovara (? - 1178), console di Cremona nel 1157;
- Isacco da Dovara (? - 1230), console di Cremona nel 1196, podestà di Bologna nel 1206 e di Parma nel 1216;
- Girardo da Dovara (XIII secolo), podestà di Piacenza;
- Buoso da Duera (? - 1282), signore di Soncino e Cremona nel 1266;
- Anna Dovara (XIV secolo), moglie di Filippino Gonzaga;
- Federico Dovara (XVI secolo), condottiero al servizio di Antonio de Leyva;
- Luigi Dovara (1535–1596), figlio di Federico, fu un condottiero al servizio dei Medici;
- Giovanni Battista da Dovara (1590-1659), vescovo;
- Bono da Dovara (XVII secolo), militare.

## Arma
Fasciato di nero e d'argento; col capo d'oro, carico di un'aquila di nero, coronata d'oro. Cimiero: il capo e collo di un'aquila di nero, coronata d'oro.

alias

D'argento, a due fasce di nero; sotto un capo d'oro, all'aquila di nero.

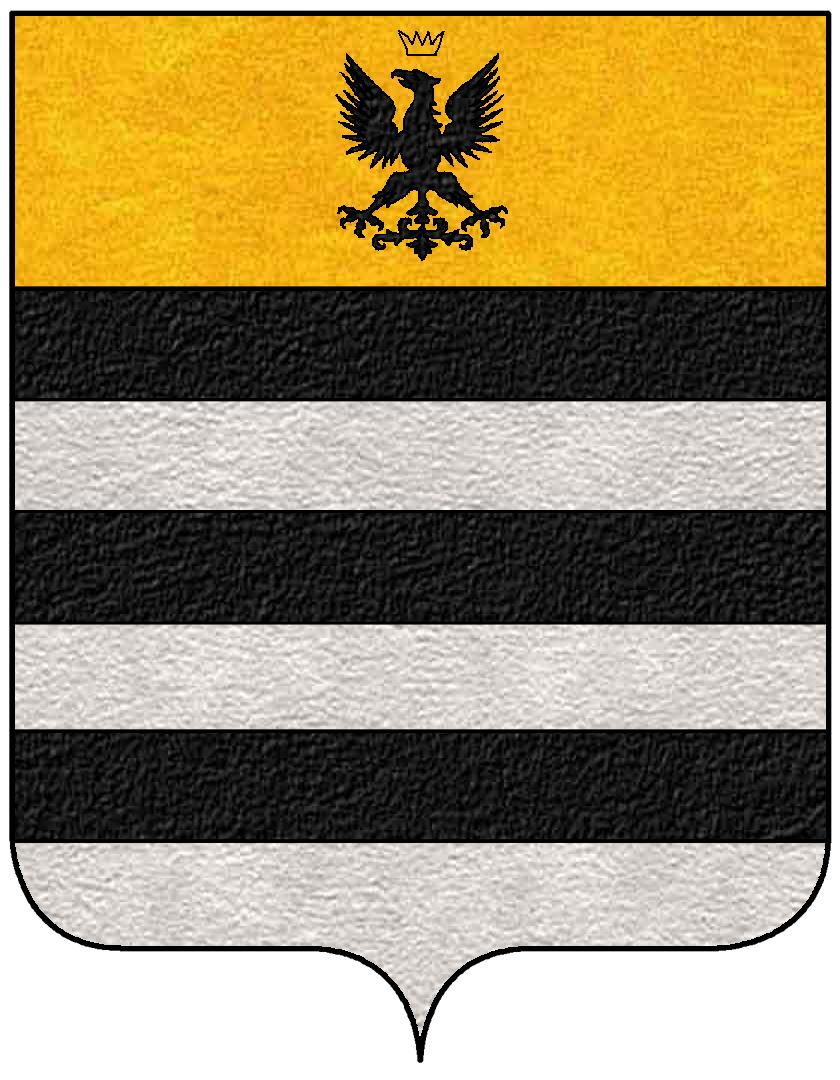
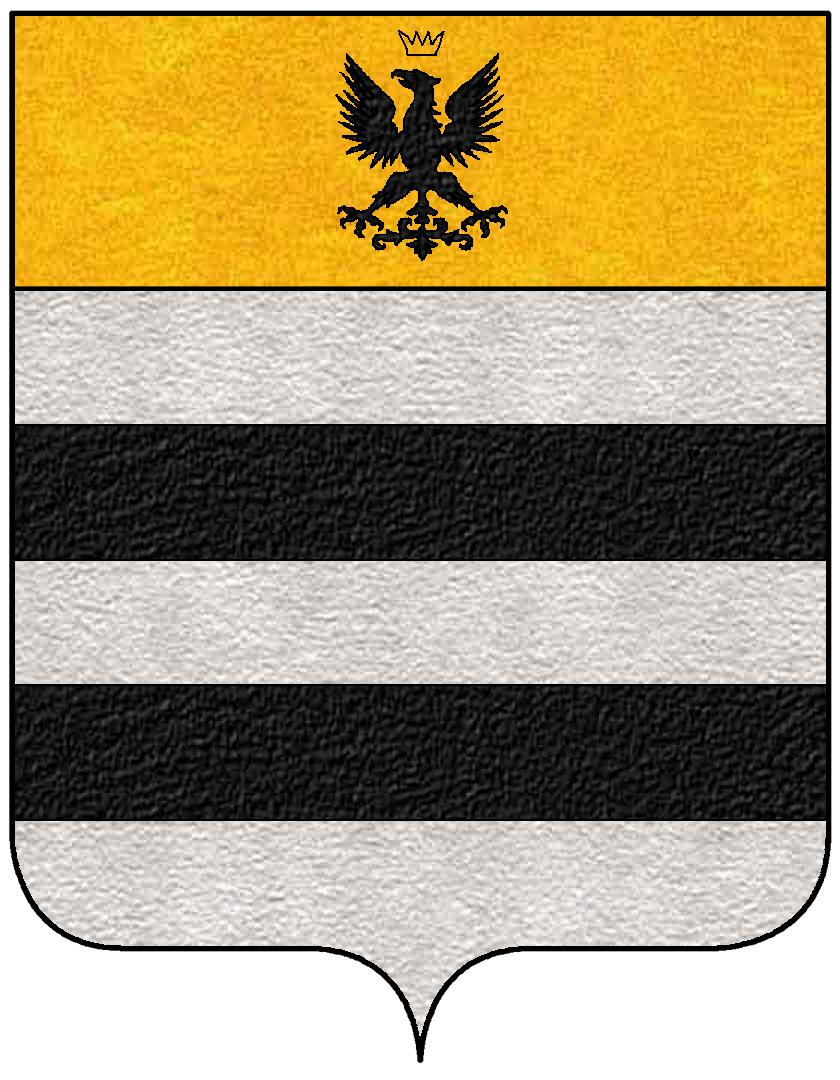